# Paralbízie

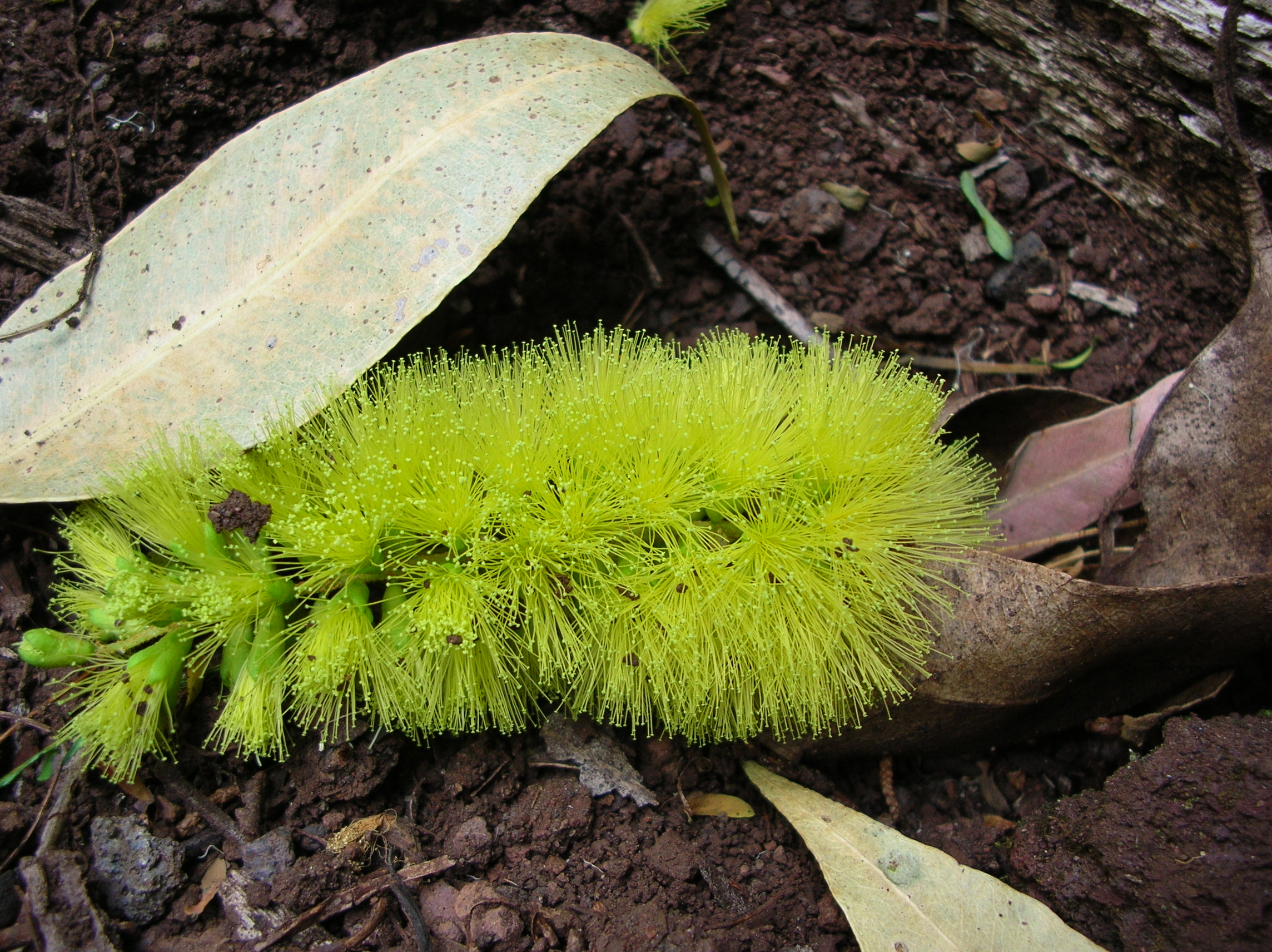
Detail květenství paralbízie P. lophantha

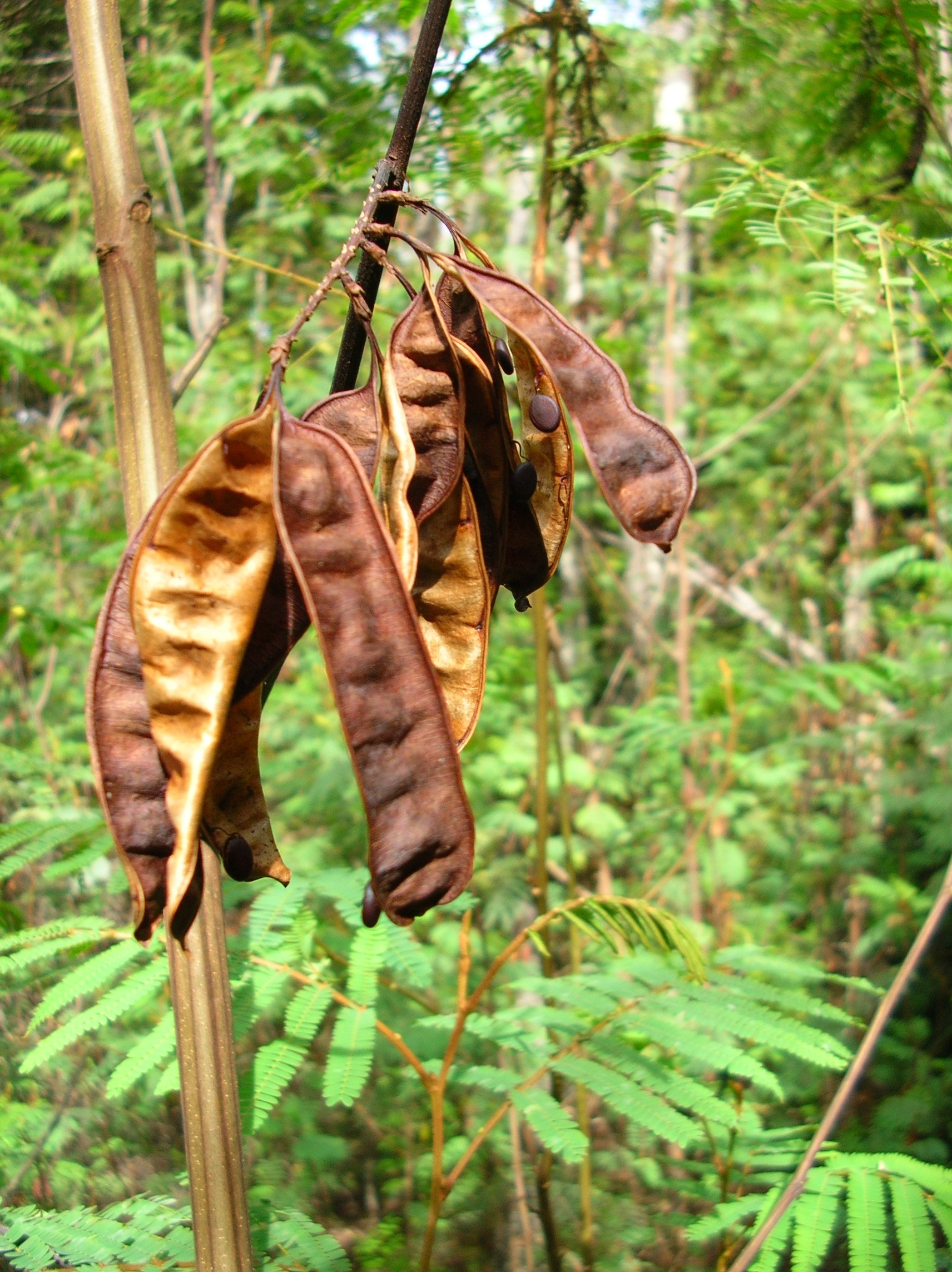
Plody paralbízie P. lophantha

Paralbízie (Paraserianthes) je rod rostlin z čeledi bobovité. Zahrnuje 3 druhy keřů a stromů, rozšířených v Jihovýchodní Asii a Austrálii. Mají dvakrát zpeřené listy a drobné květy v hustých květenstvích. Druh Paraserianthes lophantha je vysazován i jinde v tropech jako okrasná dřevina.

## Popis
Paralbízie jsou beztrnné keře nebo stromy s dvakrát zpeřenými listy složenými z drobných, přisedlých, vstřícných lístků. Na hlavním vřetenu i na postranních žebrech listů jsou přítomna extraflorální nektária. Palisty jsou úzké a opadavé. Květy jsou oboupohlavné, uspořádané v klasovitých nebo hroznovitých květenstvích. Kalich i koruna jsou tvořeny 5 srostlými lístky. Tyčinek je mnoho, jsou na bázi srostlé v trubičku a vyčnívají z květů. Lusky jsou tenké, ploché, pukající 2 chlopněmi.

## Rozšíření
Rod paralbízie zahrnuje v převládajícím pojetí 3 druhy. Rod je rozšířen v Jihovýchodní Asii, Papuasii (Nová Guinea, Šalomounovy ostrovy, Bismarckovo souostroví) a Austrálii. Druh P. lophantha má nejrozsáhlejší areál a byl introdukován i do jiných oblastí tropů. Druh P. toona je uváděn z australského Queenslandu, P. pullenii z Malajsie. Paralbízie rostou v Austrálii jako složka eukalyptového lesa, v keřové vegetaci a na travnatých pláních poblíž pobřeží, v Malajsii v horských tropických lesích až do nadmořské výšky přes 3000 metrů.

## Taxonomie
Do rodu Paraserianthes byl v minulosti řazen i druh Falcataria moluccana (jako P. falcataria), pocházející z Nové Guiney a Tichomoří a pěstovaný i v tropické Asii a Africe.
V některých zdrojích se u rodu Paraserianthes uvádí jen jeden druh – P. lophantha, zatímco zbývající dva druhy jsou rovněž řazeny do rodu Falcataria.

## Význam
Druh Paraserianthes lophantha je vysazován v tropech celého světa jako okrasná dřevina a používá se k zalesňování. V některých oblastech tropů se stal invazní rostlinou.